# Вера, Брендон
Брэндон Майкл Вера (род. 10 октября 1977, Норфолк, Виргиния, США), также известный под псевдонимом «Правдоруб» — филиппино-американский боец смешанных единоборств в отставке. Он был первым чемпионом ONE Championship в супертяжелом весе и чемпионом WEC в супертяжелом весе 2005 года. Профессиональный боец с 2002 по 2022 год, он выступал в полутяжелом и тяжелом весах ONE Championship, World Extreme Cagefighting (WEC) и Ultimate Fighting Championship (UFC).

## Ранние годы
Брэндон Вера вырос в доме семи мальчиков и трех девочек. Его отец — филиппинец Эрнесто, мать-итальянка, но воспитывался мачехой филиппинкой Амелией. У него также есть два других брата и ещё одна сестра, не входящие в семью, в которой он вырос, и они время от времени принимали участие в его жизни. Вера родился и вырос в Норфолке, штат Виргиния, учился в средней школе Лейк-Тейлор, где преуспел в борьбе и получил четырёхлетнюю спортивную стипендию в Университете Old Dominion. Однако через полтора года он бросил университет, когда почувствовал, что учёба не для него, и поступил на службу в ВВС США. В ВВС Вера присоединился к борцовской команде и тренировался в Центре олимпийской подготовки США в Колорадо-Спрингс, штат Колорадо. Его карьера военного борца закончилась в 1999 году, когда он порвал связки правого локтя. Артроскопическая хирургия восстановила связки, но в результате этого у него был поврежден нерв, из-за чего он не мог использовать правую руку. Он был уволен из ВВС по состоянию здоровья.
Вера вернулся в Вирджинию, где неуклонно восстанавливал свою руку и, в конце концов, был в достаточной форме, чтобы участвовать в соревнованиях по борьбе сабмишеном Grapplers Quest на Восточном побережье. Там его уединенные методы тренировок (он не принадлежал к какой-либо команде, тренировался и сбрасывал вес самостоятельно) привлекли внимание Ллойда Ирвина, обладателя чёрного пояса и тренера по бразильскому джиу-джитсу, который пригласил его тренироваться в своей школой. В школе Ирвина его познакомили со смешанными единоборствами.

## Карьера в смешанных единоборствах

### Ранние годы карьеры
Первый профессиональный бой Веры по смешанным единоборствам состоялся 6 июля 2002 года, когда он тренировался под руководством Ллойда Ирвина. Он выиграл бой у Адама Риверы техническим нокаутом в первом раунде. Он дрался и выиграл ещё один бой в 2004 году, прежде чем принять участие в турнире WEC 13 в тяжелом весе в 2005 году, где он выиграл два боя за одну ночь, включая бой против Майка Уайтхеда из The Ultimate Fighter 2 в финале. Затем Вера переехал в Сан-Диего, штат Калифорния, 31 декабря 2003 года, чтобы тренироваться в City Boxing.
В City Boxing Вера преуспел как тренер и был взят под крыло владельцем клуба Марка Диона, который стал его менеджером и познакомил его с великим кикбоксером Робом Кейманом. Благодаря успеху Веры как тренера и бойца смешанных единоборств, Дион передал Вере частичное владение City Boxing.

### Карьера в UFC
Вера дебютировал в UFC на Ultimate Fight Night 23 октября 2005 года против обладателя чёрного пояса BJJ Фабиану Шернера. Вера выиграл бой нокаутом ударом коленями в клинче в середине второго раунда. После боя с Шернером он встретился с Джастином Эйлерсом на UFC 57, выиграв нокаутом в начале первого раунда. На UFC 60 Вера победил Ассуэрио Сильву удушающим приёмом гильотины в первом раунде. 18 ноября он остановил бывшего чемпиона в супертяжёлом весе Фрэнка Мира техническим нокаутом из-за ударов всего за 69 секунд на турнире UFC 65 в Сакраменто, Калифорния. Перед UFC 65 Дана Уайт сообщил СМИ, что победитель боя Вера-Мир встретится с победителем боя Тим Сильвия-Джефф Монсон, который также проходил в ту же ночь, за чемпионство. Победа Веры обеспечила ему чемпионский бой против тогдашнего обладателя титула Тима Сильвии, но спор по контракту с UFC вынудил заменить его Рэнди Кутюром.
В августе UFC объявил о «возвращении» Веры. Его первый бой был на UFC 77 против Сильвии, который недавно проиграл титул чемпиона UFC в супертяжелом весе Кутюру. Вера впервые проиграл единогласным решением судей. Он также сломал левую руку на 4:40 первого раунда. Затем Вера потерпел второе поражение на UFC 85 против специалиста по бразильскому джиу-джитсу Фабрисио Вердума техническим нокаутом. Бой был неоднозначно остановлен рефери Дэном Мираглиоттой, когда Вердум оседлал его и повалил на канвас. После остановки боя Вера был расстроен, так как чувствовал, что эффективно защищается.
После двух последних поражений Брендон перешел в полутяжелый вес, где встретился с выпускником IFL Ризом Энди на UFC Fight Night 14 19 июля 2008 года на Spike TV. Брендон победил Энди единогласным решением судей. На UFC 89 Вера проиграл Киту Джардину раздельным решением судей. После боя Вера подвергся критике за свои выступления с тех пор, как вернулся в UFC, поскольку он одержал победу только в одном из своих последних четырёх боев.
В предварительном карде UFC 96 появился более решительный Вера. Это был первый раз, когда он не попал в основной кард с момента его дебюта в UFC. Он продемонстрировал впечатляющее выступление против Майка Патта, показав более агрессивный и интенсивный ударный подход и остановив его техническим нокаутом (удары ногой) во втором раунде. Вера сразился с польским бойцом Кшиштофом Сошинским на турнире UFC 102 после того, как его первоначальный противник, Мэтт Хэмилл, был вынужден отказаться от участия из-за разрыва мениска во время тренировки. Брендон Вера победил единогласным решением судей (30-27, 30-27 и 30-27).
Вера проиграл бой Рэнди Кутюру спорным единогласным решением судей 14 ноября 2009 года на турнире UFC 105, при этом СМИ сравнили это решение с предыдущим турниром UFC (UFC 104 Мачида-Руа), что побудило изменить судейство в ММА. Несмотря на то, что Брендон значительно больше нанес ударов Кутюру и успешно отразил многочисленные попытки тейкдауна, судьи присудили победу Кутюру. Вердикт многих удивил; Комментатор UFC Джо Роган резко критиковал это решение во время прямой трансляции, а в интервью после боя Рэнди Кутюр признал, что не ожидал, что решение будет принято в его пользу.
Вера встретился с Джоном Джонсом 21 марта 2010 года на турнире UFC Live: Vera vs. Jones и проиграл техническим нокаутом в первом раунде после того, как Джонс локтем сломал Вере лицо в трех местах.
Вера потерпел поражение от бразильца Тиягу Силвы единогласным решением судей (30-26, 30-27 и 30-27) 1 января 2011 года на турнире UFC 125. В конце третьего раунда Вера встала, чтобы показать сильно сломанный нос.
UFC разорвало контракт с Вера с рекордом 7-6 в организации. Однако после боя выяснилось, что его противник Тиагу Силва не прошел тест на наркотики после боя. В результате этого Вера была повторно нанят UFC, а результат боя с Силвой был изменён на несостоявшийся, в результате чего рекорд Веры в UFC изменился на 7-5-0-1.
Вера победил Элиота Маршалла 29 октября 2011 года на турнире UFC 137 единогласным решением судей (29-28, 29-28 и 29-28). Вера был ненадолго связан матчем-реваншем с ТиягуСилвой 15 мая 2012 года на UFC on Fuel TV: Korean Zombie vs. Poirier. Однако Вера была вынуждена уйти.

### Карьера в ONE Championship
13 июля 2014 года было подтверждено, что Вера подписал контракт с сингапурским промоушеном ONE FC. Его дебют состоялся 5 декабря 2014 года против Игоря Суборы на ONE Fighting Championship: Warrior’s Way. Вера выиграл бой нокаутом после того, как нанес ответный удар слева на 3:54 минуты в первом раунде.
11 декабря 2015 года Вера встретился с Полом Ченгом в главном событии ONE Championship: Spirit of Champions. Он выиграл бой брутальным нокаутом всего на 26-й секунде первого раунда и стал чемпионом ONE в супертяжелом весе. Пол Ченг свою карьеру в смешаанных единоборствах после этого боя закончил.
После почти года отсутствия в клетке Вера вернулся, чтобы сразиться с Хидеки Секине на ONE Championship: Age of Domination 2 декабря 2016 года. Он успешно защитил свой титул в супертяжелом весе, выиграв техническим нокаутом в первом раунде.
Вера успешно защитил свой титул нокаутом в первом раунде против чемпиона Cage Warriors в тяжелом весе Мауро Черилли, который дебютировал в промоушене на ONE Championship: Conquest of Champions 23 ноября 2018 года.
В качестве первого боя в рамках своего нового контракта с ONE на десять боев Вера бросил вызов Аунг Ла Нсангу за титул чемпиона ONE в полутяжелом весе на ONE Championship: Century 13 октября 2019 года. Вера проиграл техническим нокаутом во втором раунде.
На ONE Championship: Fire & Fury 31 января 2020 года Вера объявил, что 29 мая в Маниле он будет защищать свой титул чемпиона ONE в супертяжелом весе, а соперник ещё не объявлен. Позже было объявлено, что он будет защищать свой титул ONE в супертяжелом весе против Архана Бхуллара на ONE Infinity 2. Позже их бой был отложен из-за влияния пандемии COVID-19 на спорт.
Вера встретился с Бхулларом на ONE Championship: Dangal 15 мая 2021 года. Вера проиграл Бхуллару техническим нокаутом во втором раунде, положив конец его пятилетнему правлению в качестве ОДНОГО чемпиона мира в супертяжелом весе.
Вера встретился с Амиром Алиакбари 3 декабря 2022 года на турнире ONE 164. Он проиграл бой техническим нокаутом в первом раунде и объявил о завершении карьеры во время интервью после боя.

## Личная жизнь
Бывшая жена Веры, Керри, также является мастером смешанных единоборств, ранее она сражалась за ныне несуществующую Strikeforce. Она была представлена во втором сезоне Oxygen’s Fight Girls. В сентябре 2014 года Керри подала на развод.
Вера начал встречаться с Джессикой Крэйвен и объявил о помолвке в апреле 2017 года. Они поженились 20 апреля 2018 года на Гуаме.
У Веры есть татуировка на спине, сделанная в филиппинской письменности под названием Байбайн. По часовой стрелке это читается как мундо (земля), хангин (ветер), апой (огонь) и тубиг (вода).
Во время пребывания на Филиппинах он обучал филиппинского актёра Ричарда Гутьерреса боевым искусствам и получил роль убийцы в филиппинском телешоу Kamandag в прайм-тайм в сети GMA.
В 2018 году Вера снялся вместе с Энн Кертис в филиппинском боевике BuyBust.
Сообщается, что в конце подготовки к UFC 89 Вера подвергся вооруженному нападению двух бандитов, пытавшихся ограбить дом, в котором он остановился. Вера заявил, что инцидент не повлиял на его выступление против Кита Джардина.
В 2016 году Вера сообщил, что переезжает на Филиппины на постоянное место жительства, чтобы помочь развитию смешанных единоборств на родине своих предков. Работает над открытием филиала Alliance MMA. Вера имеет двойное гражданство: американское (по jus solis) и филиппинское (по jus sanguinis).

## Спортивные достижения

### Кикбоксинг
- World Kickboxing Association
  - чемпион WKA в супер тяжелой весовой категории

### Грэплинг
- Grappler’s Quest
  - 8 кратный чемпион Grappler’s Quest

### Смешанные единоборства
- World Extreme Cagefighting
  - 2005 WEC Heavyweight Grand Prix Championship
- ONE Championship
  - ONE Heavyweight Championship (1 раз, первый чемпион)
    - 2 защиты титула

## Достижения в смешанных единоборствах
| Боёв 27         | Побед 16 | Поражений 10 |
| --------------- | -------- | ------------ |
| Нокаутом        | 11       | 7            |
| Сдачей          | 1        | 0            |
| Решением        | 4        | 3            |
| Не состоявшихся | 1        | 1            |

| Результат    | Рекорд    | Соперник          | Способ                                           | Турнир                           | Дата             | Раунд | Время | Место                              | Примечание                                                                                                  |
| ------------ | --------- | ----------------- | ------------------------------------------------ | -------------------------------- | ---------------- | ----- | ----- | ---------------------------------- | --- |
| Поражение    | 16-10 (1) | Амир Алиакбари    | Технический нокаут (удары локтями и руками)      | ONE 164: Пачио vs. Брукс         | 3 декабря 2022   | 1     | 3:37  | Пасай, Столичный регион, Филиппины | |
| Поражение    | 16-9 (1)  | Архан Бхулар      | Технический нокаут (удары)                       | One Championship Dangal          | 28 апреля 2021   | 2     | 4:27  | Каланг, Сингапур                   | Утратил титул чемпиона ONE FC в тяжёлом весе                                                                |
| Поражение    | 16-8 (1)  | Аунг Ла Н Санг    | Технический нокаут (удары)                       | ONE Championship 100             | 13 октября 2019  | 2     | 3:23  | Токио, Канто, Япония               | Возращение в полутяжёлый вес Бой за титул чемпиона ONE FC в полутяжёлом весе                                |
| Победа       | 16-7 (1)  | Мауро Черилли     | Нокаут (удар)                                    | ONE Championship 83              | 23 ноября 2018   | 1     | 1:04  | Пасай, Столичный регион, Филиппины | Защитил титул чемпиона ONE FC в тяжёлом весе                                                                |
| Победа       | 15-7 (1)  | Хидеки Секине     | Технический нокаут (удары)                       | ONE Championship 49              | 2 декабря 2016   | 1     | 3:11  | Пасай, Столичный регион, Филиппины | Защитил титул чемпиона ONE FC в тяжёлом весе                                                                |
| Победа       | 14-7 (1)  | Пол Ченг          | Нокаут (удар рукой и хай-кик в голову)           | ONE Championship 35              | 11 декабря 2015  | 1     | 0:26  | Пасай, Столичный регион, Филиппины | Завоевал титул чемпиона ONE FC в тяжёлом весе                                                               |
| Победа       | 13-7 (1)  | Игорь Субора      | Технический нокаут (удар рукой и соккер-кики)    | ONE FC 23                        | 5 декабря 2014   | 1     | 3:54  | Пасай, Столичный регион, Филиппины | |
| Поражение    | 12-7 (1)  | Бен Ротуэлл       | Технический нокаут (удары руками и коленями)     | UFC 164                          | 31 августа 2013  | 3     | 1:54  | Милуоки, Висконсин, США            | Возвращение в тяжелый вес                                                                                   |
| Поражение    | 12-6 (1)  | Маурисиу Руа      | Технический нокаут (удары)                       | UFC on Fox: Сёгун vs. Вера       | 4 августа 2012   | 4     | 4:03  | Лос-Анджелес, Калифорния, США      | |
| Победа       | 12-5 (1)  | Элиот Маршал      | Единогласное решение                             | UFC 137                          | 29 октября 2011  | 3     | 5:00  | Лас-Вегас, Невада, США             | |
| Не состоялся | 11-5 (1)  | Тиагу Силва       | Отменено Атлетической Комиссией                  | UFC 125                          | 1 января 2011    | 3     | 5:00  | Лас-Вегас, Невада, США             | Первоначально поражение, единогласным решением судей Результат отменен из за фальсификации Сильвой анализов |
| Поражение    | 11-5      | Джон Джонс        | Технический нокаут (удары локтями и руками)      | UFC Live: Вера vs. Джонс         | 21 марта 2010    | 1     | 3:19  | Брумфилд, Колорадо, США            | |
| Поражение    | 11-4      | Рэнди Кутюр       | Единогласное решение                             | UFC 105                          | 14 ноября 2009   | 3     | 5:00  | Манчестер, Англия, Великобритания  | |
| Победа       | 11-3      | Кшиштоф Сошиньски | Единогласное решение                             | UFC 102                          | 29 августа 2009  | 3     | 5:00  | Портленд, Орегон, США              | |
| Победа       | 10-3      | Михаэль Пат       | Технический нокаут (удары ногами)                | UFC 96                           | 7 марта 2009     | 2     | 1:27  | Колумбус, Огайо, США               | |
| Поражение    | 9-3       | Кит Джардин       | Раздельное решение                               | UFC 89                           | 18 октября 2008  | 3     | 5:00  | Бирмингем, Англия, Великобритания  | |
| Победа       | 9-2       | Риз Энди          | Единогласное решение                             | UFC Fight Night: Силва vs. Ирвин | 19 июля 2008     | 3     | 5:00  | Лас-Вегас, Невада, США             | Дебют в полутяжелом весе                                                                                    |
| Поражение    | 8-2       | Фабрисиу Вердум   | Технический нокаут (удары)                       | UFC 85                           | 7 июня 2008      | 1     | 4:40  | Лондон, Англия, Великобритания     | |
| Поражение    | 8-1       | Тим Сильвия       | Единогласное решение                             | UFC 77                           | 20 октября 2007  | 3     | 5:00  | Цинциннати, Огайо, США             | |
| Победа       | 8-0       | Фрэнк Мир         | Технический нокаут (удары)                       | UFC 65                           | 18 ноября 2006   | 1     | 1:09  | Сакраменто, Калифорния, США        | |
| Победа       | 7-0       | Асуэриу Силва     | Болевой (удушение гильотиной)                    | UFC 60                           | 27 мая 2006      | 1     | 2:39  | Лос-Анджелес, Калифорния, США      | |
| Победа       | 6-0       | Джастин Эйлерс    | Нокаут (удар ногой в голову и добивание коленом) | UFC 57                           | 4 февраля 2006   | 1     | 1:25  | Лас-Вегас, Невада, США             | |
| Победа       | 5-0       | Фабиану Шернер    | Технический нокаут (удары коленями)              | UFC Fight Night 2                | 3 октября 2005   | 2     | 3:22  | Лас-Вегас, Невада, США             | |
| Победа       | 4-0       | Майк Вайтхед      | Технический нокаут (остановка врачом)            | WEC 13                           | 22 января 2005   | 2     | 1:12  | Лемор, Калифорния, США             | Победа в Гран-при WEC в тяжелом весе в 2005                                                                 |
| Победа       | 3-0       | Андре Мусси       | Нокаут (удары коленями и руками)                 | WEC 13                           | 22 января 2005   | 1     | 0:51  | Лемор, Калифорния, США             | Полуфинал Гран-при WEC в тяжелом весе 2005                                                                  |
| Победа       | 2-0       | Дон Ричардs       | Единогласное решение                             | Next Level Fighting 1            | 13 сентября 2003 | 2     | 5:00  | Стьюбенвилл, Огайо, США            | |
| Победа       | 1-0       | Адам Ривера       | Технический нокаут (удары)                       | Excalibur Fighting 11            | 6 июня 2002      | 1     | 3:20  | Ричмонд, Виргиния, США             | |